# Das Sanctus
Das Sanctus ist eine Novelle von E. T. A. Hoffmann, die 1817 erstmals im Erzählband Nachtstücke erschien.

## Inhalt
In diesem Buch gibt es drei Hauptpersonen: den Doktor, den Kapellmeister und den reisenden Enthusiasten. Anfangs spricht der Doktor mit dem Kapellmeister über ein junges Mädchen namens Bettina, wahrscheinlich die Tochter des Kapellmeisters. Diese wirkt gesund, doch sobald sie singen möchte, versagt ihr die Stimme. Das ist ein sehr großes Problem für sie, da sie früher in vielen Chören mitgesungen hat und ihr dies viel Freude bereitet hat. Doch nun konnte sie ihr Hobby, das Singen, schon seit mehreren Monaten nicht mehr ausüben. Der Doktor gibt zu, dass er dem armen Kind nicht helfen kann, er meint, das Versagen der Stimme habe psychische Gründe. Natürlich ist der Kapellmeister ganz außer sich, er beschimpft den Doktor sogar, aber er kann sich bald wieder beruhigen. In diesem Moment bemerkt der Enthusiast, dass er an dieser Misere schuld sein könnte, er beginnt zu erzählen:
Als er im letzten Jahr in die Stadt reiste und die Kirche besuchte, sah er dort das Mädchen im Chor singen. Er war ganz begeistert von ihrem Talent, doch musste er feststellen, dass Bettina die Eucharistiefeier schon frühzeitig verlassen wollte. Sogleich hielt er sie auf und sprach sie an:
„‚Sie wollen fort?’ redete ich sie an. ‚Es ist die höchste Zeit’, erwiderte sie sehr freundlich, ‚daß ich mich jetzt nach der … Kirche begebe, um noch, wie ich versprochen, dort in einer Kantate mitzusingen, auch muß ich noch vormittag ein paar Duette probieren, die ich heute abend in dem Singtee bei *** vortragen werde, dann ist Souper bei ***. Sie kommen doch hin? Es werden ein paar Chöre aus dem Händelschen Messias und das erste Finale aus Figaros Hochzeit gemacht.’ Während dieses Gesprächs erklangen die vollen Akkorde des Sanctus, und das Weihrauchopfer zog in blauen Wolken durch das hohe Gewölbe der Kirche. ‚Wissen Sie denn nicht’, sprach ich, ‚dass es sündlich ist, dass es nicht straflos bleibt, wenn man während des Sanctus die Kirche verläßt? – Sie werden so bald nicht mehr in der Kirche singen!’“(S. 653).
Natürlich meinte er das nicht ganz ernst, doch seine Worte klangen sehr feierlich.
Dem Doktor wird die Geschichte zu viel, schnell verlässt er den Raum. Der Enthusiast erwähnt auch, dass er von so einer Krankheit, dem Versagen der Stimme, schon einmal gehört hat. Davon möchte er gerne erzählen. Der Kapellmeister will die Geschichte unbedingt hören und darüber eine Oper schreiben.
In der zweiten Erzählung des Enthusiasten geht es um einen Krieg der Spanier gegen die Mauren:
Isabella und Ferdinand von Aragonien belagerten die Mauren in Granada. Es gab oft Angriffe, doch die Mauren hielten stand. Eines Tages beschlossen die beiden, ein hölzernes Kloster zu errichten, dies geschah auch bald. Bei einem Angriff auf die Mauren wurden viele Gefangene mitgenommen, unter ihnen auch Zulema, „das Licht des Gesanges in Grenada.“(S. 656). Isabella bemerkte sie sofort, ihr Gesang und das Zitherspiel hatten etwas Wunderbares. Zulema besuchte oft das Kloster, und bald wurde sie auf den Namen Julia getauft. Von nun an sang sie im Nonnenchor, doch von Zeit zu Zeit drangen aus ihrem Gesang eigenartige maurische Laute hervor. Als der Chor einmal das Sanctus sang, geschah Folgendes:
„[Es] ging ein gellender Zitherton durch den Chor, Julia schlug schnell das Blatt zusammen und wollte den Chor verlassen. ‚Was beginnst du?’ rief Emanuela. ‚Oh!’ sagte Julia, ‚hörst du denn nicht die prächtigen Töne des Meisters? dort bei ihm, mit ihm muß ich singen!’ damit eilte Julia nach der Türe, aber Emanuela sprach mit sehr ernster feierlicher Stimme: ‚Sünderin, die du den Dienst des Herrn entweihst, da du mit dem Munde sein Lob verkündest und im Herzen weltliche Gedanken trägst, flieh von hinnen, gebrochen ist die Kraft des Gesanges in dir, verstummt sind die wunderbaren Laute in deiner Brust die der Geist des Herrn entzündet!’ – Von Emanuelas Worten wie vom Blitz getroffen, schwankte Julia fort.“(S. 658).
Kurz danach, bei einem Angriff der Mauren steckten sie das Kloster in Flammen und es brannte restlos nieder. Julia wurde seit diesem Zeitpunkt an vermisst. Man nahm an, dass sie in den Flammen ums Leben gekommen sei. Isabella und Ferdinand beschlossen an der Stelle, wo sich das Kloster befunden hatte, eine Stadt zu errichten. Heute ist diese als Santa Fé bekannt.
Einige Wochen vergingen, die Spanier konnten die Mauren besiegen, und so zogen Ferdinand und Isabella in Granada ein. Eine Gruppe von Mauren wollte ihnen Böses, griff sie an, doch es gelang den beiden, die Mauren in ein Haus zurückzudrängen, welches sie schließlich noch in Brand steckten. Plötzlich vernahmen die Spanier eine vertraute Stimme, es war Julia, welche sich in dem Haus befand und zu singen begann:
„[D]a öffneten sich die Pforten, und Julia im Gewande der Benediktiner-Nonne trat hervor mit starker Stimme singend: ‚Sanctus – Sanctus dominus deus Sabaoth’, hinter ihr zogen die Mohren in gebeugter Stellung die Hände auf der Brust zum Kreuz verschränkt. Erstaunt wichen die Spanier zurück und durch ihre Reihen zog Julia mit den Mohren nach der Kathedrale[…]“(S. 662).
Alle Mohren, die ihr folgten, schienen bekehrt und empfingen noch an demselben Tag die heilige Taufe.
Damit beendet der Enthusiast seine Geschichte, und mit viel Lärm betritt der Doktor wieder die Stube, er ist sehr empört darüber, dass anscheinend Bettina die Geschichte gehört hat. Der Enthusiast rechtfertigt sich jedoch, dass dies gewollt war und dass Bettinas Krankheit psychische
Mittel erfordere, damit sie geheilt werde. Der Kapellmeister wirkt indes sehr geistesabwesend, er meint nur, dass man aus dieser sonderbaren Geschichte wohl doch keine Oper machen kann, „aber sonst gab es darin einige sonderbar klingende Akkorde.“(S. 663). Drei Monate später ist der Enthusiast abermals bei dem Kapellmeister und Bettina zu Gast, sie singt nun sogar ein Lied für ihn.

## Interpretation
An diesem Buch ist markant, dass drei verschiedene Handlungen erzählt werden. Es gibt eine Rahmenhandlung mit dem Kapellmeister, dem reisenden Enthusiasten, dem Doktor und Bettina. Im Laufe dieser Handlungen erzählt der reisende Enthusiast einerseits vom letzten Jahr, als er Bettina in der Kirche getroffen hat und andererseits von dem Krieg der Spanier gegen die Mauren. Der Gottglaube spielt in diesem Werke eine sehr wichtige Rolle. Fast auf jeder Seite wird die Kirche erwähnt und verherrlicht. Entweder geht es um ein Lied, wie etwa das Sanctus, oder um das Gotteshaus bzw. eine Person, die damit in enger Beziehung steht, zum Beispiel eine Nonne. Der Autor versucht des Weiteren die Kreativität des Menschen in den Vordergrund zu stellen. Dies zeigt sich anhand der Person des Kapellmeisters. Er versucht stets aus den Geschichten des reisenden Enthusiasten eine Oper zu komponieren.
Zitate aus:
- E.T.A. Hoffman: Das Sanctus. hrsg. v. Dr. Herrmann Leber. Salzburg/Stuttgart: Das Bergland-Buch, E.T.A. Hoffmans Werke in zwei Bänden